# Viborgs synagoga
Viborgs synagoga (finska: Viipurin synagoga; hebreiska: בית הכנסת של ויבורג; ryska: Выборгская синагога) var en synagoga i Viborg som stod färdig 1910.
Synagogan uppfördes i jugendstil efter ritningar av arkitekten Gerhard Sohlberg. Den är en av tre synagogor som någonsin byggts i Finland. Synagogan byggdes från 1909 till 1910 och var relativt kortlivad. Den förstördes under andra världskriget, då Sovjetunionen flygbombade Viborg på vinterkrigets första dag.